# Радиус атома

Изображение атома гелия, где плотность вероятности нахождения электрона представлена серым цветом, более тёмные области соответствуют большей плотности.

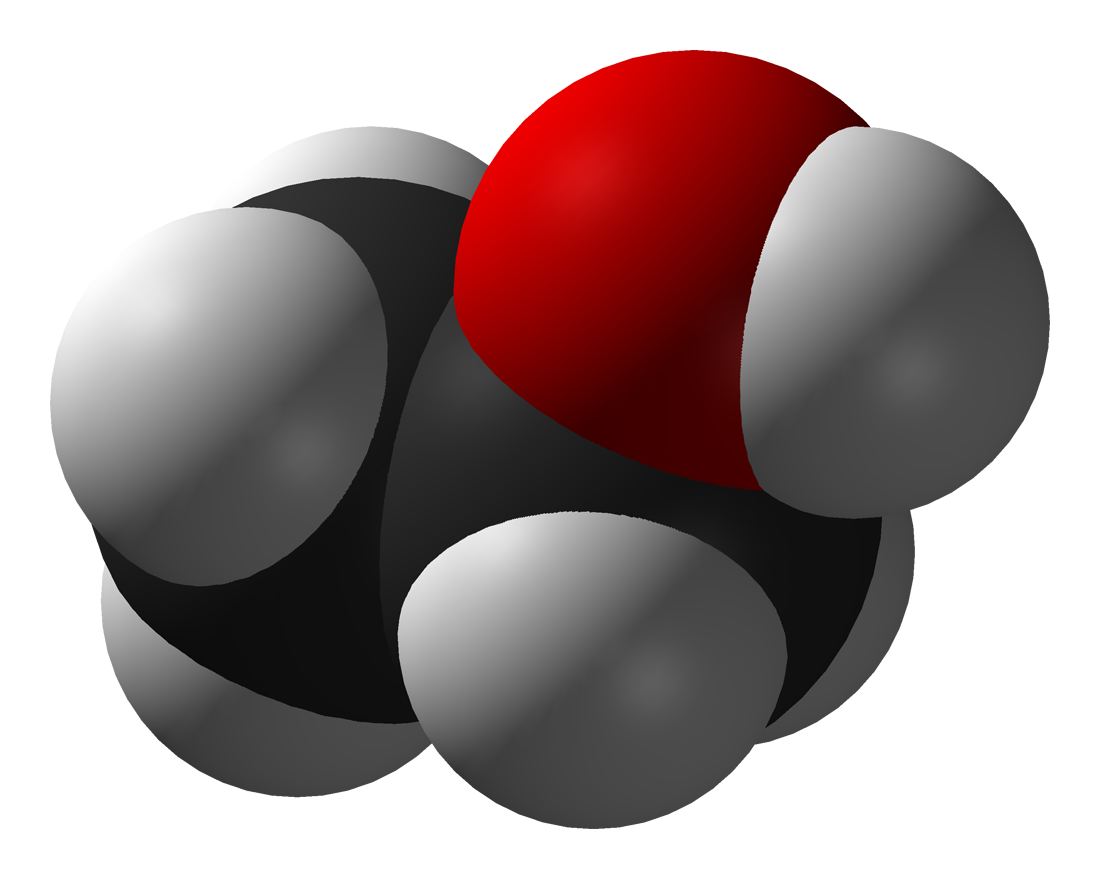
Примерная форма молекулы этанола, CH_{3}CH_{2}OH. Каждый атом представлен сферой с радиусом Ван-дер-Ваальса.

Ра́диус а́тома — расстояние между атомным ядром и самой дальней из стабильных орбит электронов в электронной оболочке этого атома. Поскольку, согласно квантовой механике, атомы не имеют четких границ, а вероятность найти электрон, связанный с ядром данного атома, на определённом расстоянии от этого ядра быстро убывает с увеличением расстояния, атому приписывают некоторый определённый радиус, полагая, что в шаре этого радиуса заключена подавляющая часть электронной плотности (порядка 90 процентов). Существуют различные определения радиуса атома, три наиболее широко используемых: радиус Ван-дер-Ваальса, ионный радиус и ковалентный радиус.
В зависимости от определения термин «радиус атома» может применяться либо только к изолированным атомам, либо также к атомам в конденсированной среде, ковалентно связанным в молекулах или в ионизированном и возбужденном состояниях; его значение может быть получено путем экспериментальных измерений или вычислено из теоретических моделей. Значение радиуса может зависеть от состояния атома и окружающей среды.
Электроны не имеют четко определённых орбит или границ. Скорее, их положения могут быть описаны как распределения вероятностей, которые постепенно сужаются по мере удаления от ядра без резкого сокращения. Кроме того, в конденсированном веществе и молекулах электронные облака атомов обычно в некоторой степени перекрываются, и некоторые из электронов могут перемещаться в области, охватывающей два или более атомов («принадлежать» нескольким атомам одновременно).
Согласно большинству определений, радиусы изолированных нейтральных атомов колеблются в диапазоне от 30 до 300 пм (или от 0,3 до 3 ангстрем), в то время как радиусы атомных ядер находятся пределах от 0,83 до 10 фм. Следовательно, радиус типичного атома примерно в 30 тысяч раз больше радиуса его ядра.
Во многих случаях форма атома может быть аппроксимирована сферой. Это лишь грубое приближение, но оно может дать количественные представления и выступить в качестве базовой модели для описания для многих явлений, таких как плотность жидкостей и твердых веществ, диффузия жидкостей через молекулярные сита, расположение атомов и ионов в кристаллах, а также размер и форма молекул.
Радиусы атомов изменяются, подчиняясь определённым закономерностям периодической таблицы химических элементов. Например, радиусы атомов обычно уменьшаются при перемещении слева направо вдоль каждого периода (строки) таблицы, от щелочных металлов до благородных газов, и возрастают по мере продвижения сверху вниз в каждой группе (столбце). Радиусы атомов резко возрастают при переходе между благородным газом в конце каждого периода и щелочным металлом в начале следующего периода. Эти тенденции изменения радиусов атомов (наряду с другими химическими и физическими свойствами элементов) могут быть объяснены с точки зрения теории электронной оболочки атома, а также представляют доказательства подтверждения квантовой теории. Радиусы атомов уменьшаются в периодической таблице, потому что с увеличением атомного номера увеличивается число протонов в атоме, а дополнительные электроны добавляются в одну и ту же электронную оболочку. Следовательно, эффективный заряд атомного ядра по отношению к внешним электронам увеличивается, притягивая внешние электроны. В результате электронное облако сжимается и атомный радиус уменьшается.

## История
В 1920 году, вскоре после того, как стало возможным определять размеры атомов с помощью рентгеноструктурного анализа, было высказано предположение, что все атомы одного и того же элемента имеют одинаковые радиусы. Однако в 1923 году, когда было получено больше данных о кристаллах, было обнаружено, что аппроксимация атома сферой не всегда корректна при сравнении атомов одного и того же элемента в разных кристаллических структурах.

## Определения
Широко используемые определения радиуса атома включают:
- Радиус Ван-дер-Ваальса, Вандерваальсовы радиусы[5] — эта величина соответствует половине межъядерного расстояния между ближайшими одноимёнными атомами, не связанными между собой химической связью и принадлежащими разным молекулам (например, в молекулярных кристаллах).[6].
- Ионный радиус: номинальный радиус ионов элемента в определённом состоянии ионизации, выведенный из расстояния между атомными ядрами в кристаллических солях, которые включают эти ионы. В принципе, расстояние между двумя соседними противоположно заряженными ионами (длина ионной связи между ними) должно равняться сумме их ионных радиусов[6].
- Ковалентный радиус: номинальный радиус атомов элемента, когда они ковалентно связаны с другими атомами, выводится из расстояния между атомными ядрами в молекулах. В принципе, расстояние между двумя атомами, которые связаны друг с другом в молекуле (длина этой ковалентной связи), должно равняться сумме их ковалентных радиусов[6].
- Металлический радиус: номинальный радиус атомов элемента, когда они соединены с другими атомами металлическими связями.
- Боровский радиус: радиус орбиты электрона с наименьшей энергией, предсказанный Боровской моделью атома (1913)[7][8]. Он применим только к атомам и ионам с одним электроном, таким как водород, однократно ионизованный гелий и позитроний. Хотя сама модель в настоящее время устарела, радиус Бора для атома водорода считается одной из фундаментальных физических постоянных.

## Измерение радиуса атома опытным путём
В таблице приведены измеренные опытным путём ковалентные радиусы для элементов, опубликованные американским химиком Д.Слейтером в 1964 году. Значения приведены в пикометрах (пм или 1 × 10-12 м) с точностью около 5 пм. Оттенки цвета ячеек варьируются от красного до жёлтого по мере увеличения радиуса; серый цвет — отсутствие данных.
| Группы (столбцы) | 1      | 2      | 3      | 4      | 5      | 6      | 7      | 8      | 9      | 10     | 11     | 12     | 13     | 14     | 15     | 16     | 17     | 18    |  |
| Периоды (строки) |        |        |        |        |        |        |        |        |        |        |        |        |        |        |        |        |        |       |  |
| 1                | H 25   |        |        |        |        |        |        |        |        |        |        |        |        |        |        |        |        | He 31 |  |
| 2                | Li 145 | Be 105 |        |        |        |        |        |        |        |        |        |        | B 85   | C 70   | N 65   | O 60   | F 50   | Ne 38 |  |
| 3                | Na 180 | Mg 150 |        |        |        |        |        |        |        |        |        |        | Al 125 | Si 110 | P 100  | S 100  | Cl 100 | Ar 71 |  |
| 4                | K 220  | Ca 180 | Sc 160 | Ti 140 | V 135  | Cr 140 | Mn 140 | Fe 140 | Co 135 | Ni 135 | Cu 135 | Zn 135 | Ga 130 | Ge 125 | As 115 | Se 115 | Br 115 | Kr    |  |
| 5                | Rb 235 | Sr 200 | Y 180  | Zr 155 | Nb 145 | Mo 145 | Tc 135 | Ru 130 | Rh 135 | Pd 140 | Ag 160 | Cd 155 | In 155 | Sn 145 | Sb 145 | Te 140 | I 140  | Xe    |  |
| 6                | Cs 260 | Ba 215 | *      | Hf 155 | Ta 145 | W 135  | Re 135 | Os 130 | Ir 135 | Pt 135 | Au 135 | Hg 150 | Tl 190 | Pb 180 | Bi 160 | Po 190 | At     | Rn    |  |
| 7                | Fr     | Ra 215 | **     | Rf     | Db     | Sg     | Bh     | Hs     | Mt     | Ds     | Rg     | Cn     | Nh     | Fl     | Mc     | Lv     | Ts     | Og    |  |
|                  |        |        |        |        |        |        |        |        |        |        |        |        |        |        |        |        |        |       |  |
| Лантаноиды       | *      | La 195 | Ce 185 | Pr 185 | Nd 185 | Pm 185 | Sm 185 | Eu 185 | Gd 180 | Tb 175 | Dy 175 | Ho 175 | Er 175 | Tm 175 | Yb 175 | Lu 175 |        |       |  |
| Актиноиды        | **     | Ac 195 | Th 180 | Pa 180 | U 175  | Np 175 | Pu 175 | Am 175 | Cm     | Bk     | Cf     | Es     | Fm     | Md     | No     | Lr     |        |       |  |
|                  |        |        |        |        |        |        |        |        |        |        |        |        |        |        |        |        |        |       |  |

## Объяснение общих тенденций

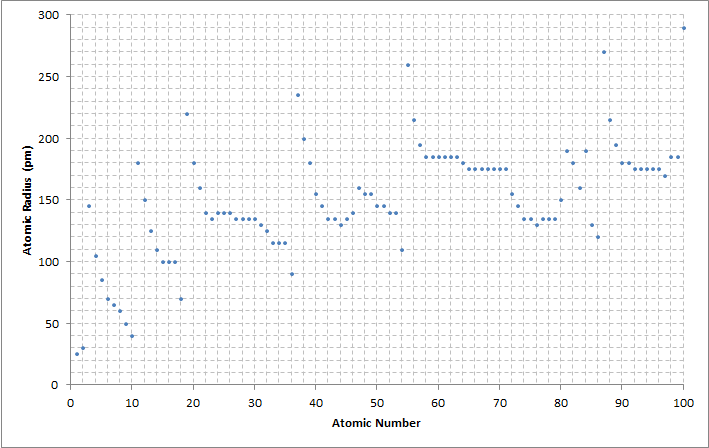
Ковалентный радиус атома в зависимости от зарядового числа.

Изменение радиуса атома с увеличением зарядового числа можно объяснить расположением электронов в оболочках с постоянной ёмкостью. Оболочки обычно заполнены в порядке увеличения радиуса, поскольку отрицательно заряженные электроны притягиваются положительно заряженными протонами атомного ядра. Поскольку зарядовое число увеличивается вдоль каждой строки периодической таблицы, дополнительные электроны входят в ту же самую внешнюю оболочку, а её радиус постепенно сжимается из-за увеличения заряда ядра. В атомах инертных газов внешняя оболочка полностью заполнена; следовательно, дополнительный электрон следующего элемента — щелочного металла — перейдет в следующую внешнюю оболочку, что объясняет внезапное увеличение атомного радиуса.
Увеличивающийся заряд ядра частично уравновешивается ростом числа электронов, это явление известно как экранирование; он объясняет, почему размер атомов обычно увеличивается в каждом столбце периодической таблицы. Из этой закономерности есть важное исключение, известное как лантаноидное сжатие: меньшие, по сравнению с ожидаемыми, величины ионных радиусов химических элементов, входящих в группу лантаноидов (атомный номер 58—71), которое происходит из-за недостаточного экранирования заряда ядра электронами 4f-орбитали.
По существу, атомный радиус уменьшается на протяжении периодов из-за увеличения количества протонов в ядре. Соответственно, большее количество протонов создает более сильный заряд и сильнее притягивает электроны, уменьшая размер радиуса атома. При движении сверху вниз по столбцам (группам) периодической таблицы атомный радиус увеличивается, поскольку есть больше энергетических уровней и, следовательно, больше расстояние между протонами и электронами. Кроме того, электронное экранирование ослабляет притяжение протонов, поэтому оставшиеся электроны могут удаляться от положительно заряженного ядра. Таким образом, размер (радиус атома) увеличивается.
В следующей таблице приведены основные факторы, влияющие радиус атома:
| Фактор               | Закон                                                   | Возрастает с…                                  | как правило              | Влияние на радиус атома                 |
| -------------------- | ------------------------------------------------------- | ---------------------------------------------- | ------------------------ | --------------------------------------- |
| Электронные оболочки | Квантовая механика                                      | Главным и азимутальным квантовым числом        | Увеличивает радиус атома | Возрастает сверху вниз в каждой колонке |
| Атомный заряд        | Притяжение электронов протонами ядра атома              | Зарядовым числом                               | Сокращает радиус атома   | Сокращается в течение всего периода     |
| Экранирование        | Отталкивание внешних электронов внутренними электронами | Количеством электронов во внутренних оболочках | Увеличивает радиус атома | Снижает эффект второго фактора          |

## Лантаноидное сжатие
У химических элементов группы лантаноидов электроны в 4f-подоболочке, которая постепенно заполняется от церия (Z = 58) до лютеция (Z = 71), не особенно эффективны для экранирования увеличивающегося заряда ядра. Элементы, следующие непосредственно за лантаноидами, имеют радиусы атомов, которые меньше, чем можно было бы ожидать, и которые почти идентичны атомным радиусам элементов, находящихся непосредственно над ними. Следовательно, гафний имеет практически тот же атомный радиус (и химические свойства), что и цирконий, а тантал имеет радиус атома, как у ниобия, и так далее. Эффект лантаноидного сжатия заметен вплоть до платины (Z = 78), после чего он нивелируется релятивистским эффектом, известным как эффект инертной пары.
Лантаноидное сжатие даёт 5 следующих эффектов:
1. Размер ионов Ln3 + регулярно уменьшается с атомным номером. Согласно правилам Фаянса[англ.], уменьшение размера ионов Ln3+ увеличивает ковалентную связь и уменьшает основную связь между ионами Ln3+ и OH− в Ln(OH)3 до такой степени, что Yb(OH)3 и Lu(OH)3 с трудом растворяются в горячем концентрированном NaOH. Отсюда порядок размера ионов Ln3+:
 La3+ > Ce3+ > …, … > Lu3+.
2. Наблюдается регулярное уменьшение ионных радиусов.
3. Наблюдается регулярное снижение способности ионов действовать в качестве восстановителя с увеличением атомного номера.
4. Второй и третий ряды переходных элементов d-блока довольно близки по свойствам.
5. Эти элементы встречаются вместе в природных минералах и их трудно разделить.

## d-сжатие
d-сжатие менее выражено, чем лантаноидное сжатие, но возникает по той же причине. В этом случае плохая экранирующая способность 3d-электронов влияет на атомные радиусы и химические свойства элементов, следующих непосредственно за первым рядом переходных металлов, от галлия (Z = 30) до брома (Z = 35).

## Вычисленные радиусы атомов
В таблице приведены значения радиусов атомов, рассчитанные по теоретическим моделям, опубликованные итальянским химиком Энрико Клементи и другими в 1967 году. Значения даны в пикометрах (пм).
| Группы (столбцы) | 1      | 2      | 3      | 4      | 5      | 6      | 7      | 8      | 9      | 10     | 11     | 12     | 13     | 14     | 15     | 16     | 17     | 18     |  |
| Периоды (строки) |        |        |        |        |        |        |        |        |        |        |        |        |        |        |        |        |        |        |  |
| 1                | H 53   |        |        |        |        |        |        |        |        |        |        |        |        |        |        |        |        | He 31  |  |
| 2                | Li 167 | Be 122 |        |        |        |        |        |        |        |        |        |        | B 87   | C 67   | N 56   | O 48   | F 42   | Ne 38  |  |
| 3                | Na 190 | Mg 145 |        |        |        |        |        |        |        |        |        |        | Al 118 | Si 111 | P 98   | S 88   | Cl 79  | Ar 71  |  |
| 4                | K 243  | Ca 194 | Sc 184 | Ti 176 | V 171  | Cr 166 | Mn 161 | Fe 156 | Co 152 | Ni 149 | Cu 145 | Zn 142 | Ga 136 | Ge 125 | As 114 | Se 103 | Br 94  | Kr 98  |  |
| 5                | Rb 265 | Sr 219 | Y 212  | Zr 206 | Nb 198 | Mo 190 | Tc 183 | Ru 178 | Rh 173 | Pd 169 | Ag 165 | Cd 161 | In 156 | Sn 145 | Sb 133 | Te 123 | I 115  | Xe 108 |  |
| 6                | Cs 298 | Ba 253 | *      | Hf 208 | Ta 200 | W 193  | Re 188 | Os 185 | Ir 180 | Pt 177 | Au 174 | Hg 171 | Tl 156 | Pb 154 | Bi 143 | Po 135 | At 127 | Rn 120 |  |
| 7                | Fr     | Ra     | **     | Rf     | Db     | Sg     | Bh     | Hs     | Mt     | Ds     | Rg     | Cn     | Nh     | Fl     | Mc     | Lv     | Ts     | Og     |  |
|                  |        |        |        |        |        |        |        |        |        |        |        |        |        |        |        |        |        |        |  |
| Лантаноиды       | *      | La 226 | Ce 210 | Pr 247 | Nd 206 | Pm 205 | Sm 238 | Eu 231 | Gd 233 | Tb 225 | Dy 228 | Ho 226 | Er 226 | Tm 222 | Yb 222 | Lu 217 |        |        |  |
| Актиноиды        | **     | Ac     | Th     | Pa     | U      | Np     | Pu     | Am     | Cm     | Bk     | Cf     | Es     | Fm     | Md     | No     | Lr     |        |        |  |
|                  |        |        |        |        |        |        |        |        |        |        |        |        |        |        |        |        |        |        |  |